# Castellers de Vilafranca

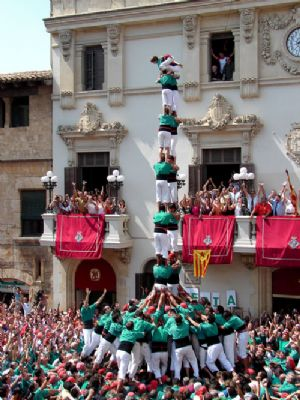
Primul torre de nou amb folre carregada din istoria turnurilor umane, Castellers de Vilafranca

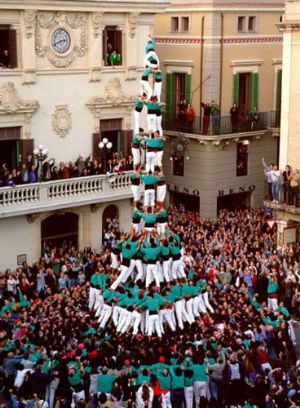
Prmul tres de deu amb folre i manilles carregat din istoria turnurilor umane, Castellers de Vilafranca

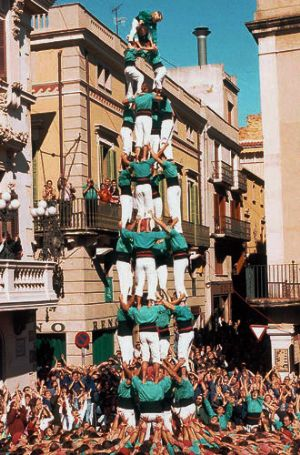
Primul quatre de nou sense folre carregat, Castellers de Vilafranca

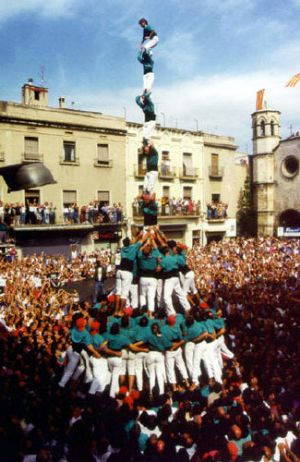
Primul pilar de vuit amb folre i manilles carregat din secolul al XX-lea Castellers de Vilafranca

Castellers de Vilafranca este o asociație culturală și sportivă al cărei obiectiv principal este de a construi castells (castele umane). Aceasta are statut de asociație cu interes public.
Grupul a fost fondat în 1948 în Vilafranca del Penedès, ca răspuns la creșterea interesului pentru construcția de turnuri umane, o tradiție catalană care a evoluat încă din secolul al XVIII-lea dintr-un dans din Valencia numit Ball de Valencians. 
În prezent, Castellers de Vilafranca are aproximativ 400 de membri, de toate vârstele, indiferent de rasă, religie, sex sau statut social. Ei au ca obiectiv comun turnurile umane, valorile democratice, cooperarea și lucrul în echipă, o dorință constantă de a se depăsi pe ei înșiși și de a se menține in fruntea clasamentului asociațiilor de turnuri umane. Sediul grupului este Cal Figarot, Casa Via Raventós, o cladire situată in centrul orașului Vilafranca del Penedès și special adaptată pentru consrucțiile de turnuri umane (de exemplu plafoane înalte de iarnă și o curte în aer liber pentru primavara, vară și toamnă).
Grupul este unul dintre cele mai importante organizații din Vilafranca del Penedès și a reprezentat cultura catalană în străinătate de numeroase ori. Asociația are mai mult de 500 de suporteri oficiali si sprijinul mai multor instituții publice si private. În afara găzduirii și participării la construcții de turnuri umane, a organizat de asemenea activități culturale, cum ar fi mici concerte, un concurs de poezie, un eveniment de ciclism, un turneu de domino, evenimente gastronomice și o școală de turnuri umane pentru copii.
Eforturile celor de la Castellers de Vilafranca’s de a păstra și de a promova cultura populară catalană au fost recunoscute de către orașul Vilafranca del Penedés, care a acordat grupului Medalla de la Vila (medalia orașului), precum și de la Generalitat de Catalunya (Guvernul catalan), care i-a acordat Creu de Sant Jordi (Crucea Sfântului Gheorghe). 

## Glosar de termeni
Activitatea de construire de turnuri umane are propria nomenclatură. Pentru a înțelege mai bine aceste informații, găsiți mai jos unele dintre cele mai frecvente expresii sau cuvinte care nu pot fi traduse, dar pot fi explicate.

### Numele turnului uman
Numele fiecărui turn este compus din două numere: primul descrie numărul de persoane de pe fiecare nivel, al doilea exprima numărul de niveluri al turnului.
- de exemplu: Tres de Vuit (3 de 8): trei persoane pe un nivel și opt niveluri ridicate.

### Tipologia turnurilor umane
Clasificarea turnurilor umane in functie de numarul de persoane de pe acelasi nivel: 
- Pilar de…: o persoană pe nivel.
- Torre de…: două persoane pe nivel.
- Tres de…: trei persoane pe nivel.
- Quatre de…: patru persoane pe nivel.
- Cinc de…: cinci persoane pe nivel.
- Quatre de… amb l’agulla: patru persoane pe nivel, ridicate pe mai multe niveluri Pilar, strans unite de turnul principal.

Clasificarea turnurilor umane in functie de numarul de niveluri :
- Sis: șase niveluri ridicate.
- Set: șapte niveluri ridicate.
- Vuit: opt niveluri ridicate.
- Nou: nouă niveluri ridicate.
- Deu: zece niveluri ridicate.

În cazul în care turnurile sunt foarte mari și/sau au un număr mic de oameni pe fiecare nivel, în mod normal, este nevoie de sprijin suplimentar de la bază sau de la nivelurile de jos. Deseori, numele dat bazelor sunt de asemenea incluse în numele de turnului. Tipurile de baze folosite cel mai des sunt :
- Pinya: baza normală, la nivelul solului, formată din câteva sute de persoane.Toate turnurile au acest tip de bază și de aceea nu i se mai menționează numele.
- Folre: o a doua bază, construită deasupra primei baze (Pinya). Este întotdeauna menționată, atunci când este folosită.
- Manilles: o a treia bază, construită deasupra celei de-a doua (Folre). Este întotdeauna menționată, atunci când este folosită.

### Realizarea unui turn uman
Turnurie pot fi realizate în totalitate sau parțial. Succesul turnului și demontarea lui sunt descrise folosind următoarii termeni:
- Descarregat: turnul a ajuns până la vârf și a fost demontat cu succes.
- Carregat: turnul a ajuns până la vârf, dar s-a prabușit în timpul demontării.
- Intent: tentativa a eșuat.

### Exemple
- Pilar de sis Arhivat în 22 iunie 2010, la Wayback Machine.: o persoană pe nivel într-un turn cu șase nivele. Dacă nimic altceva nu este menționat, se înțelege că turnul are ca primă bază pinya și a fost demontat cu succes (descarregat).
- Torre de set Arhivat în 22 iunie 2010, la Wayback Machine.: două persoane pe nivel într-un turn cu șapte nivele.
- Cinc de nou amb folre Arhivat în 16 septembrie 2006, la Wayback Machine.: cinci persoane pe nivel într-un turn cu nouă nivele cu o a doua bază (folre)construită deasupra primei baze(pinya).
- Quatre de vuit amb l’agulla Arhivat în 22 iunie 2010, la Wayback Machine.: patru persoane pe nivel într-un turn cu opt nivele, cu pilar de șase nivele incorporat (agulla).
- Tres de deu amb folre i manilles Arhivat în 13 februarie 2007, la Wayback Machine.: trei persoane pe nivel într-un turn de zece nivele cu o a doua bază (folre) și o a treia bază (manilles).

Există și alte nume utilizate pentru fiecare poziție din cadrul turnurilor, dar acestea nu sunt folosite în acest articol. Informațiile furnizate aici oferă o imagine de ansamblu asupra terminologiei comune și creează un cadru pentru o mai bună înțelegere a turnurilor umane și activităților legate de acestea.

## Istorie

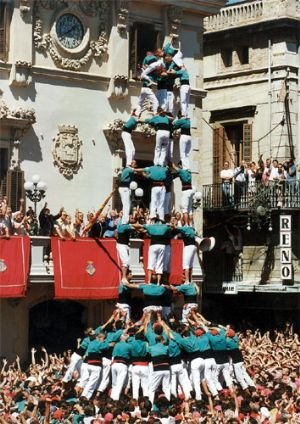
Primul turn cinc de nou amb folre descarregat, Castellers de Vilafranca

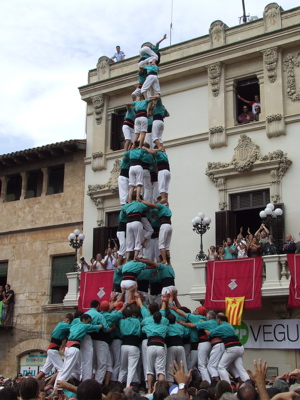
Quatre de nou amb folre i l'agulla (1/2), Castellers de Vilafranca

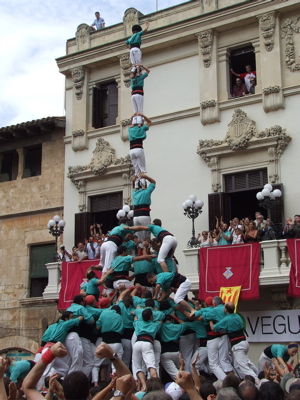
Quatre de nou amb folre i l'agulla (2/2), Castellers de Vilafranca

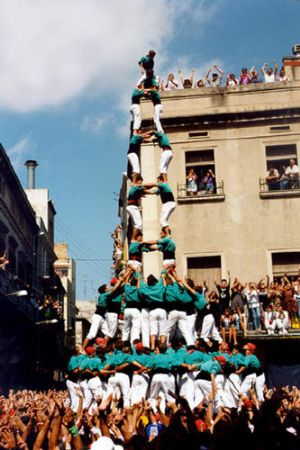
Primul torre de nou amb folre i manilles descarregada, Castellers de Vilafranca

Asociația culturală Castellers de Vilafranca a fost fondată în septembrie 1948 de Oriol Rossell, care a devenit primul cap de colla (Lider/Manager tehnic al grupului). Grupul a debutat cu turnuri de șapte nivele și a inițiat legături strânse cu grupuri de castellers din alte orașe. Primii cap de colla au fost Oriol Rossell (1948-1952) și Ramon Sala (1953-1955). La început au purtat tricouri de culoare roz, apoi roșie. 
În 1956, grupul a devenit aproape inactiv din cauza neînțelegerilor interne și a disputelor. În 1957, a fost reorganizat și s-a ales purtarea tricourilor verzi, culoarea distinctivă a grupului până în ziua de azi. Între 1957 și 1968, s-au realizat turnuri de șapte nivele și cinc de set a fost cel mai înalt turn construit. Între 1969 și 1974, grupul s-a perfecționat considerabil, construind primele turnuri din categoria de opt nivele: torre de Set, quatre de vuit, tres de vuit, pilar de sis și torre de vuit amb folre. În 1972, grupul a câștigat Concurs de castells de Tarragona, o competiție de turnuri umane organizată o dată la doi ani în orașul Tarragona din sudul Cataloniei. În acea perioadă cap de colla au fost Josep Pedrol (1957-1959), Carles Domènech (1960-1961), Joan Bolet (1962-1963), Gabi Martínez (1964-1969), Lluís Giménez (1970-1973) și din nou Gabi Martínez (1974).
În 1975, grupul a trecut prin restructurări interne majore, trecându-se de la conducerea exclusivă a celui care era cap de colla la o conducere asigurată de o echipă tehnică. 1981 a adus și mai multe schimbări interne și s-a decis ca membrii echipei să nu mai fie plătiți individual. Aceasta a provocat o divizare a grupului. Din 1975 până în 1982, turnurile de opt nivele au fost construite frecvent, dar cu dificultăți. În 1983 și 1984, grupul și-a recăpătat prestanța la această categorie și, în 1985, a construit primul cinc de vuit. Această importantă realizare a deschis drumul spre construcția unor impresionante turnuri de nouă nivele. În 1987, primul tres și quatre de nou amb folre (carregat) au fost construite, iar în 1989 primul tres de nou amb folre (descarregat) a fost realizat cu succes. Un alt succs a fost în 1990 prin realizarea primului quatre de nou amb folre (descarregat). Cap de colla între 1975 și 1994 a fost Carles Domènech.
Între 1995 și 2004, grupul s-a bucurat de cel mai mare succes de până acum. În această perioadă, cele mai înalte și mai dificile turnuri au fost construite: demontate complet si cu succes torre de nou amb folre i manilles, pilar de set amb folre, pilar de vuit amb folre i manilles (primul din secolul al XX-lea), quatre de vuit amb l’agulla (primul din secolul al XX-lea), quatre de nou amb folre i l’agulla (primul de acest gen din istoria turnurilor umane), cinc de nou amb folre, și tres and quatre de nou amb folre construite simultan (primul și singurul în istoria turnurilor umane). Si multe alte succese. De asemenea, au fost și turnuri carregats, construite până în vârf, dar care s-au prabușit la demontare: torre de vuit (primul din secolul al XX-lea); quatre de nou și tres de deu amb folre i manilles (primul de acest gen din istoria turnurilor umane). Grupul a câștigat Competiția de Turnuri Umane de la Tarragona în 1996, 1998, 2002, 2004 și 2006. În 2005 Castellers de Vilafranca au construit torre de nou amb folre, care este considerat cel mai dificil turn uman până în prezent. 
Francesc Moreno "Melilla" a fost cap de colla între 1995 și 2003, iar Lluís Esclassans din 2004 până în 2007. David Miret a fost ales noul cap de colla în decembrie 2007.

## Turnuri umane realizate
De-a lungul istoriei, Castellers de Vilafranca au realizat majoritatea tipurilor de turnuri umane construite vreodată. Următorul tabel constituie o listă a turnurilor acestui grup și data la care au fost realizate pentru prima oară. 
|                                                             |                     |                                                |  |
| Castell                                                     | Descarregat         | Carregat                                       |  |
|                                                             | (realizate complet) | (au ajuns în vârf, dar s-au prăbușit ulterior) |  |
| Torre de nou amb folre                                      |                     | 30.08.2005**                                   |  |
| Tres de deu amb folre i manilles                            |                     | 15.11.1998**                                   |  |
| Quatre de nou amb folre i tres de nou amb folre simultanis  | 31.08.2001**        |                                                |  |
| Torre de vuit                                               |                     | 01.11.1999*                                    |  |
| Quatre de nou                                               |                     | 01.11.2002                                     |  |
| Quatre de nou amb folre i agulla                            | 01.11.1996**        | 01.11.1995**                                   |  |
| Cinc de nou amb folre                                       | 01.11.1997          | 30.08.1997                                     |  |
| Pilar de vuit amb folre i manilles                          | 28.09.1997*         | 31.08.1995*                                    |  |
| Torre de nou amb folre i manilles                           | 30.08.1995          |                                                |  |
| Tres de nou amb folre                                       | 30.08.1989          | 31.08.1987                                     |  |
| Quatre de nou amb folre                                     | 01.11.1990          | 01.11.1987                                     |  |
| Quatre de vuit amb l'agulla                                 | 08.10.1995*         |                                                |  |
| Cinc de vuit                                                | 30.08.1985          |                                                |  |
| Torre de vuit amb folre i pilar de set amb folre simultanis | 31.08.2006**        |                                                |  |
| Pilar de set amb folre                                      | 01.10.1995          | 14.05.1995                                     |  |
| Tres de vuit amb agulla                                     | 29.20.2006**        |                                                |  |
| Dos pilars de sis simultanis (un de carregat)               | 31.08.2001**        |                                                |  |
| Torre de vuit amb folre                                     | 17.11.1974          | 12.10.1973                                     |  |
| Tres de vuit                                                | 30.08.1974          | 01.10.1972                                     |  |
| Pilar de sis                                                | 30.08.1972          | 19.12.1971                                     |  |
| Quatre de vuit                                              | 30.08.1971          | 12.10.1969                                     |  |
| Nou de set                                                  | 11.12.1988          |                                                |  |
| Torre de set                                                | 24.08.1969          |                                                |  |
| Tres de set aixecat per sota                                | 25.11.1973          |                                                |  |
| Sis de set                                                  | 21.01.1997          |                                                |  |
| Cinc de set amb agulla                                      | 19.04.2008**        |                                                |  |
| Cinc de set                                                 | 26.09.1965          | 30.08.1965                                     |  |
| Tres de set amb l'agulla                                    | 10.08.1996**        |                                                |  |
| Quatre de set amb l'agulla                                  | 05.08.1954          | 31.08.1953                                     |  |
| Tres de set                                                 | 31.08.1949          |                                                |  |
| Quatre de set                                               | 31.08.1949          |                                                |  |
| Torre de sis                                                | 16.06.1949          |                                                |  |
| Pilar de cinc                                               | 14.09.1948          |                                                |  |
|                                                             |                     |                                                |  |
| * Primele din secolul al XX-lea                             |                     |                                                |  |
| ** Primele în istoria turnurilor umane                      |                     |                                                |  |

## Organizarea

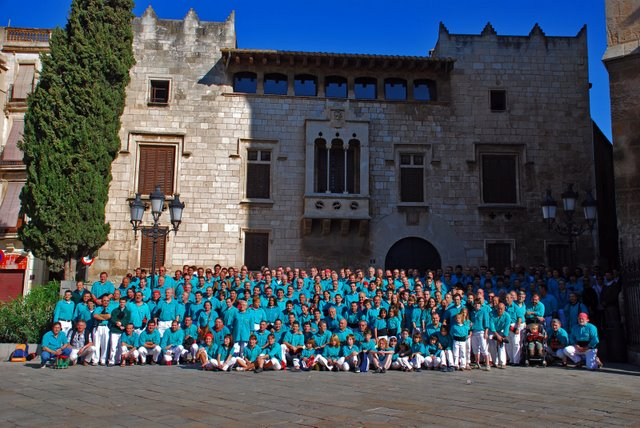
Fotografie de grup

Conform organizării generale a grupului, conducerea este împărțită în două parți: partea tehnică (Comitetul Tehnic sau mai simplu spus Tehnica), și partea administrativă(Comitetul Director).
Comitetul Tehnic este însărcinat cu toate aspectele construirii turnurilor umane. Cap de colla are cea mai mai înaltă funcție. El este ajutat și consiliat de către o echipă compusă din sotscap de colla (vice-cap de colla) și doi consilieri tehnici. Trei alte echipe sunt subordonate: echipa canalla (responsabilă pentru copiii care stau împrejurul turnului), echipa pinyes, folres and manilles (responsabilă pentru primele trei baze) și echipa medicală. Fiecare echipă este de asemenea responsabilă de logistică, pregătirea tehnică și pregătirea fiică.
Comitetul Director este însărcinat cu partea administrativă a grupului. El este responsabil de păstrarea patrimoniului și de reprezentarea grupului în exterior, în fața comunității, canalelor media și a altor organizații. În interiorul acestui comitet, președintele are cea mai mare responsabilitate. Secretarul și cei cinci vice-președinți îi sunt subordonați direct și fiecare este responsabil pentru o porțiune diferită: activități sociale, trezorerie, legături cu autoritățile publice, întreținerea sediului Cal Figarot și marketing și media. Din grup mai fac parte și trei comitete de consiliu pentru relații internaționale, serviciu juridic și consiliul veteranilor.

### Organigrama

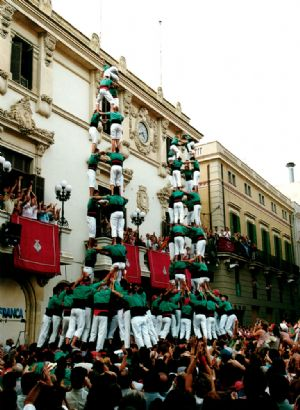
Singurele tres şi quatre de nou amb folre descarregats construite simultan în istoria turnurilor umane, Castellers de Vilafranca

#### Comitetul TehnicArhivatîn24 ianuarie 2008, laWayback Machine.
- Cap de colla: David Miret i Rovira
- Vice Cap de colla: Toni Bach i Lleal
- Asistenți tehnici: Jordi Colomera i Salla, Joan Badell i Roses

#### Comitetul DirectorArhivatîn24 ianuarie 2008, laWayback Machine.
- Președinte: Miquel Ferret i Miralles
- Secretar: Joan Vendrell i Olivella
- Vice-președinte pentru activități sociale: Àlex Sánchez-Granados
- Vice-președinte trezorier: Miquel Ropero i Ventosa
- Vice-preșesinte pentru relațiile cu atoritățile publice: Xavier Escribà i Vivó
- Vice-președinte pentru întreținerea sediului Cal Figarot: Joan Mestres i Arnan
- Vice-președinte pentru marketing și media: Francesc Bou i Pijoan

#### Alte ConsiliiArhivatîn24 ianuarie 2008, laWayback Machine.
- Relații Internaționale
- Echipa juridică
- Consiliul Veteranilor

## Cal Figarot, sediul grupului

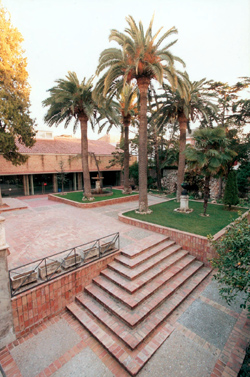
Curtea sediului Cal Figarot, Castellers de Vilafranca

Cal Figarot este sediul grupului din Vilafranca. Clădirea în stil neogotic construită de August Font de Carreres la sfârșitul secolului al XIX-lea, a fost achiziționtă în 1983. O altă clădire a fost cumpărată în 1998 și ambele au fost renovate pentru a servi nevoilor grupului. A doua clădire are un spațiu interior de 600 mp. Clădirea neogotică are un stil elegant, cu detalii decorative de la începutul secolului al XX-lea. Grupul are la dispoziție diferite încăperi precum o sală de sport, un secretariat, spații deschise multifuncționale și o cantină/restaurant. Cel mai important și mai agreabil loc este curtea, locul intâlnirilor de grup, unde au loc antrenamentele primăvara, vara și toamna. 

## Castellers de Vilafranca în lume

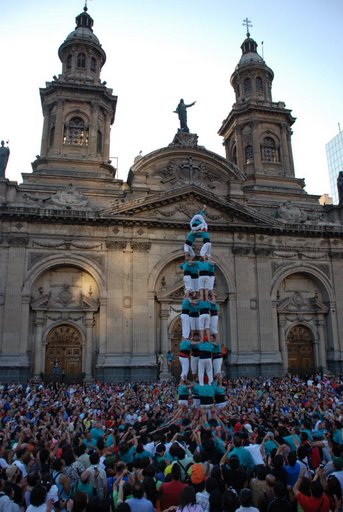
Quatre de vuit în Santiago de Chile, Castellers de Vilafranca

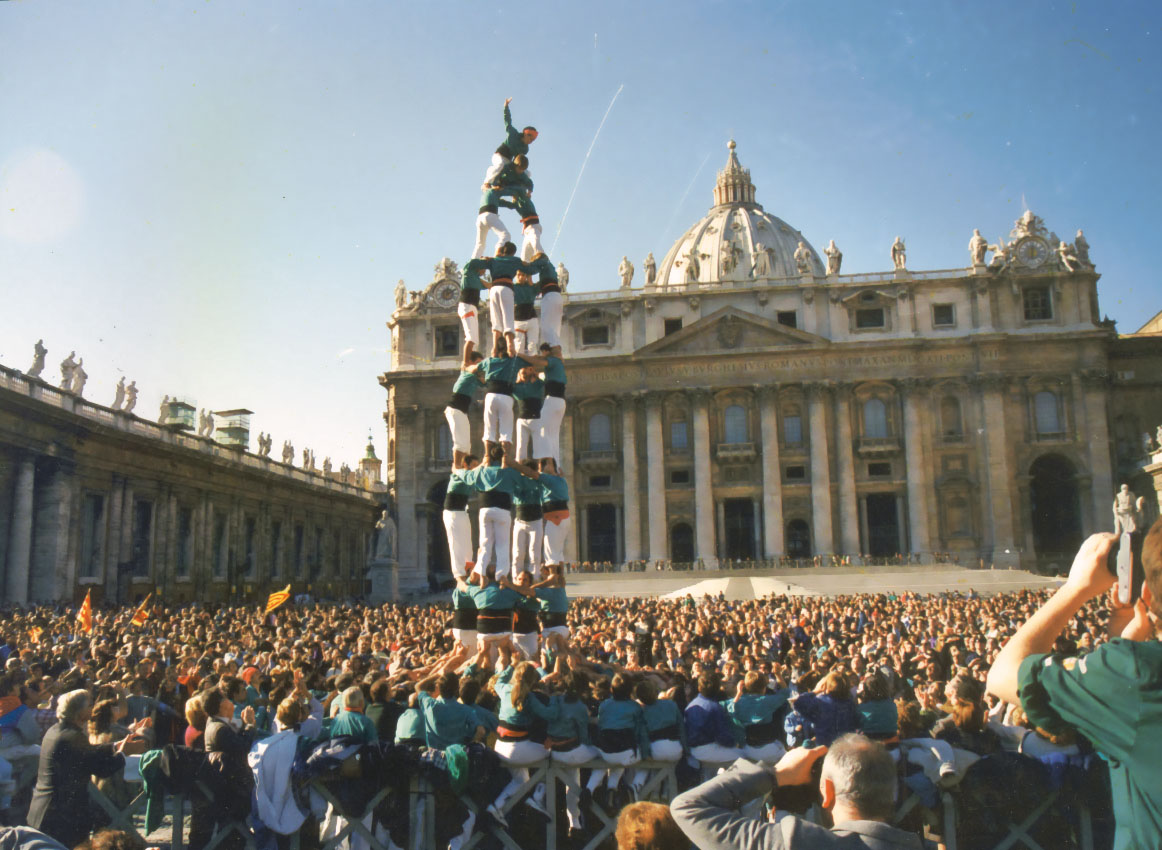
Quatre de vuit în Vatican, Castellers de Vilafranca

Castellers de Vilafranca este un grup cunoscut pe plan internațional. Ei au avut demonstrații în:
- Franța, la festivalul ziarului ‘L'Humanité’, Paris (1973).
- Elveția, la Quinzena Catalana (Catalan forthnight) în Geneva (1978).
- insula italiană Sardinia (1978), cu demonstrații în Alghero și Sassari.
- Portugalia (1982), cu demonstrații în Lisabona, Sintra, Estoril, Coimbra și Porto.
- Italia (1984), cu demonstrații în Pisa, Siena, Roma, Vatican și Florența.
- Beziers, Franța (1987).
- Italia (1988), cu ocazia aniversării a o mie de ani de existență a Cataloniei, cu demonstrații în Pisa, Vatican și Roma.
- Țara Bascilor (1990), cu demonstrații în Bergara, Antzuola, Zumarraga și Urretxo.
- Italia (1990), în nord: Feltre (palio), Niccia și Melere și Veneția.
- Franța (1991), cu demonstrații în Toulouse, la Sardana International Festival și Carcassonne.
- Luxemburg și Germania (1991), cu demonstrații în capitala Luxemburg, Moers, Wolfenbütel, Hannover, Berlin și Frankfurt.
- Universal Exposition Seville'92 (1992), la ziua Cataloniei.
- Santiago de Compostella (1993), în cadrul evenimentului Xacobeo'93.
- în același an, grupul a făcut un turneu în cinci țări: Franța (Marseille), Italia (Lecco, Melzo și Bergamo), Slovenia (Ljubljana, Postojna, Otocêc, Novo Mesto și Crnomêlj), Austria (Klagenfurt) și Monaco.
- din nou în Paris și Poix de Picardie, Franța (1993).
- Italia pentru a cincea oara cu demonstrații la canavalul de la Veneția și Mestre și în Franța (Villeurbanne și Lyon) în 1994.
- Olanda și Belgia (1994), cu demonstrații în Amsterdam, Enschede, Aalten, Almelo, Emmen și Brussels.
- Navarra (1995), cu demonstrații în Tudela.
- Danemarca (1996), în Copenhaga și Holte.
- în acelați an în Franța (Metz), Olanda (Maastricht) și Belgia (Bree).
- Sobradiel (1999), Aragon.
- Bühl, oraș înfrățit cu Vilafranca del Penedès (2002).
- Salamanca (2002).
- din nou în Franța (2004), cu demonstrații în Dunkirk.
- Țara Bascilor (2005), cu demonstrații în Donostia și Elorrio.
- Franța (2006), cu demonstrații în Steenvoorde.
- din nou în Aragón (2006), la festivalul din Binèfar.
- în 2007 au avut demonstrații în Germania, la Târgul de Carte de la Frankfurt.
- în ianuarie 2008 au avut demonstrații în Chile, realizând primul turn uman catalan din emisfera sudica.

- Castellers de Vilafranca au făcut de asemenea o demonstrație la ceremonia de deschidere a Jocurilor Olimpice de la Barcelona din 1992, realizând cea mai vizionata construcție a unui turn uman din lume.

- O altă demonstrație a fost la prezentarea ultimului roman al lui Noah Gordon "La bodega" ținută în Vilafranca del Penedès (2007).

Castellers de Vilafranca au răspândit tradiția turnurilor uman în Països Catalans (teritorii unde sunt vorbite dialecte catalane):
- Demonstrații în Catalonia de nord: de șase ori în Perpiñán (1970, 1977, 1982 [la festivalul Uniunii Sportive a Arlequinos de Perpiñan], 1989 [Fiesta de las Mulas], 1997 și 1998), în Toluges (1970), la Festivalul Păcii, în Collioure (1984), în Banyuls de la Marenda (1986), de trei ori în Vilafranca de Conflent (1985, 1988 i 1989), la mănăstirea Saint Michel de Cuxa (1985), la Prada de Conflent [la Universitatea catalana de vară] (1988) și în Baó, în cadrul primei întâniri a catalanității în Catalonia de nord (2002).
- De patru ori în Andorra: în Encamp (1971), Andorra la Vella și Sant Julià de Lòria (1976) [la Congresul Culturii Catalane], în Escaldes și din nou în Andorra la Vella (1983) și Escaldes (1985).
- Două turnuri în regiunea Valencia: primul în Ribera del Xúquer (1979), cu demonstrații în Carcaixent, mănăstirea Aigües Vives, Sueca, Cullera, Algemesí și un pilar de cinc în fața casei lui Raimon (unul dintre cei mai cunoscuți artiști catalani), în Xàtiva; al doilea turn în 1981, construit în Alcoi, Benidorm și Alicante. Au urmat demonstrații în Carcaixent (1985), Algemesí (1993 și 2000), Castellón (2000) [Festa de la Llengua, editia a XIII-a], Olleria și Benicarló (la ziua regiunii Valencia).
- Un turn în Palma, Majorca (1980) și Manacor, Menorca (2001).
- Un turn, deja menționat, în Alghero (1978).

## Participarea la Competiția de Turnuri Umane de la Tarragona
Grupul a câștigat următoarele ediții ale Competiției de Turnuri Umane de la Tarragona (competiție ce are loc o dată la doi ani în sudul Cataloniei):
- ediția a VII-a din 1972
- ediția a XVI-a din 1996
- ediția a XVII-a din 1998
- ediția a XIX-a din 2002
- ediția a XX-a din 2004
- ediția a XXI-a din 2006
- ediția a XXII-a din 2008

## Legături utile
- Castellers de Vilafranca
- Canal Castellers de Vilafranca in YouTube

## Galerie

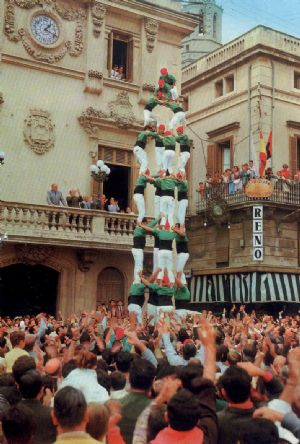
Primul turn quatre de vuit carregat, Castellers de Vilafranca, 12/10/1969
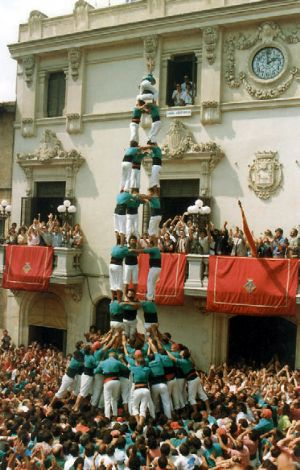
Primul turn tres de nou descarregat, Castellers de Vilafranca, 30/08/1989
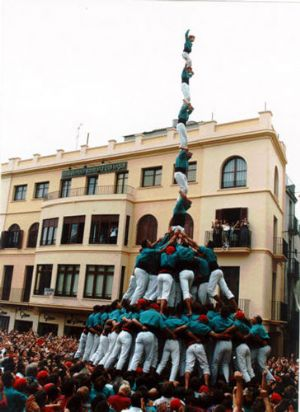
Primul pilar de vuit descarregat în istoria turnurilor umane, Castellers de Vilafranca, 28/09/1997
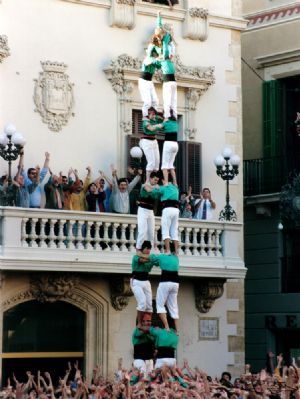
Primul torre de vuit carregada in istoria turnurilor umane, Castellers de Vilafranca, 1/11/1999
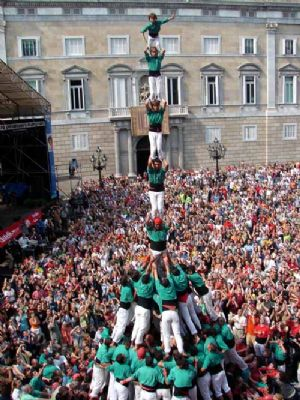
Primulpilar de vuit amb folre i manilles descarregat în Barcelona, Castellers de Vilafranca, 25/09/2005
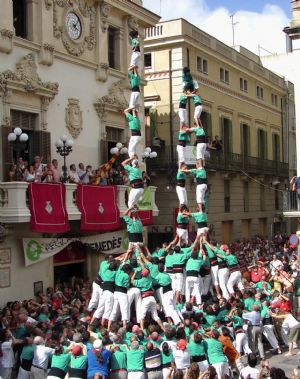
torre de vuit amb folre şi pilar de set amb folre descarregats construite simultan pentru prima oară în istoria turnurilor umane, Castellers de Vilafranca, 31/08/2006
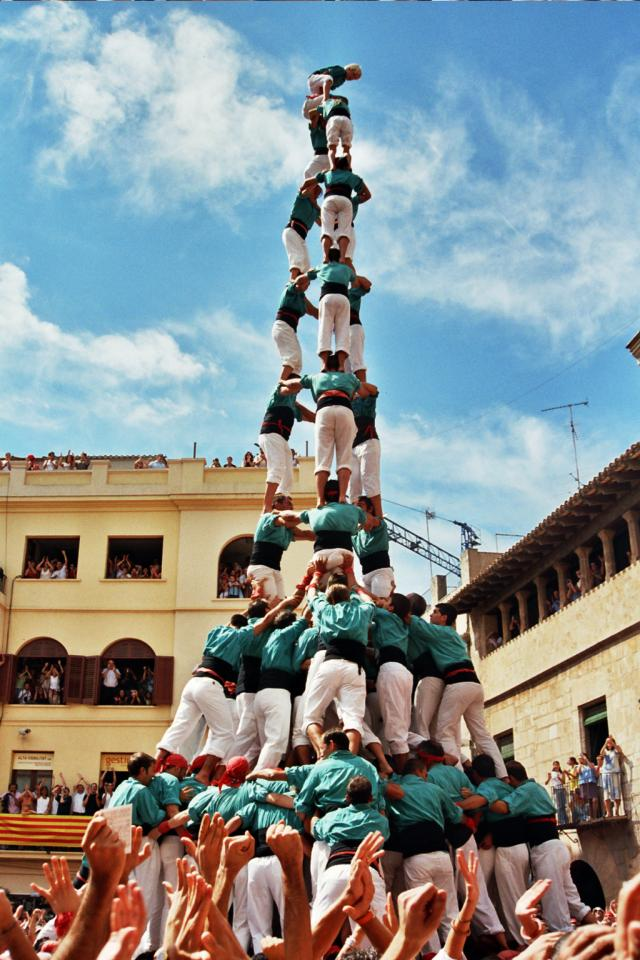
Tres de deu amb folre i manilles, de Castellers de Vilafranca
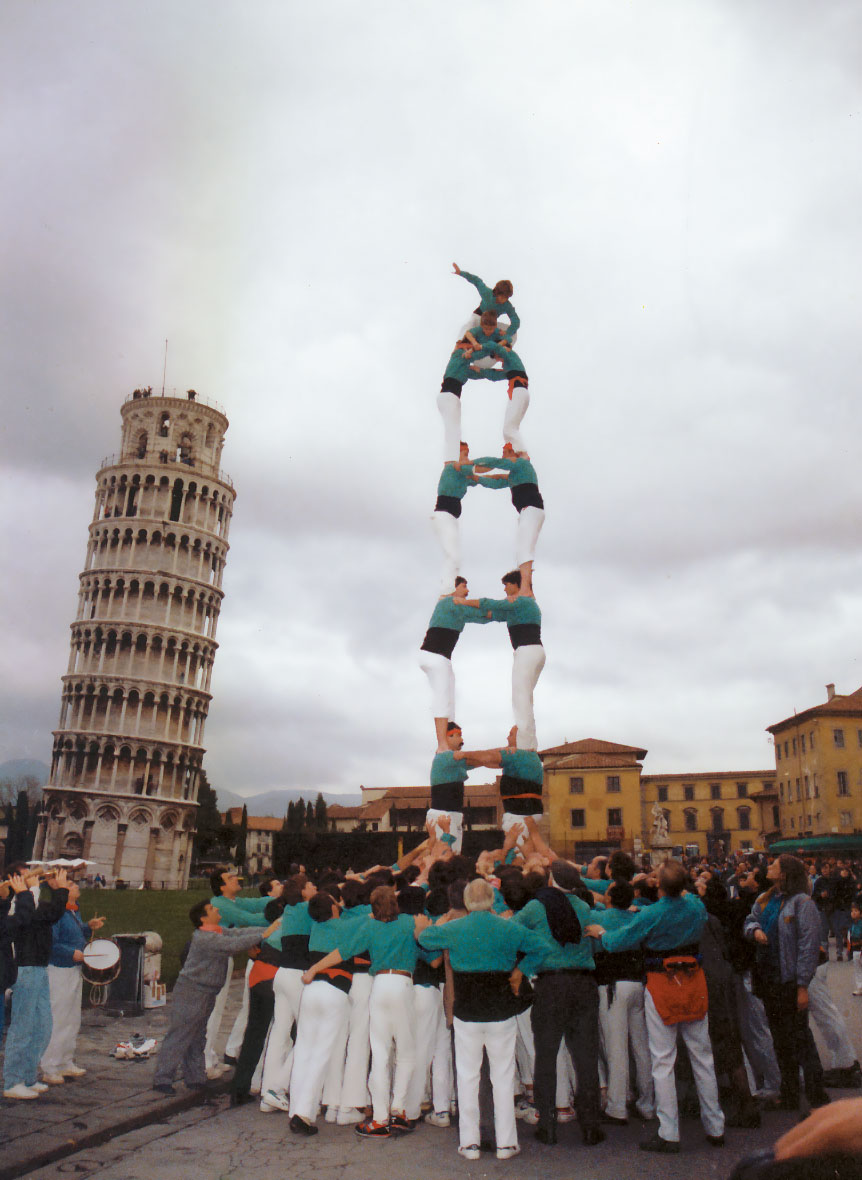
Torre de set în Pisa, Castellers de Vilafranca, 1988
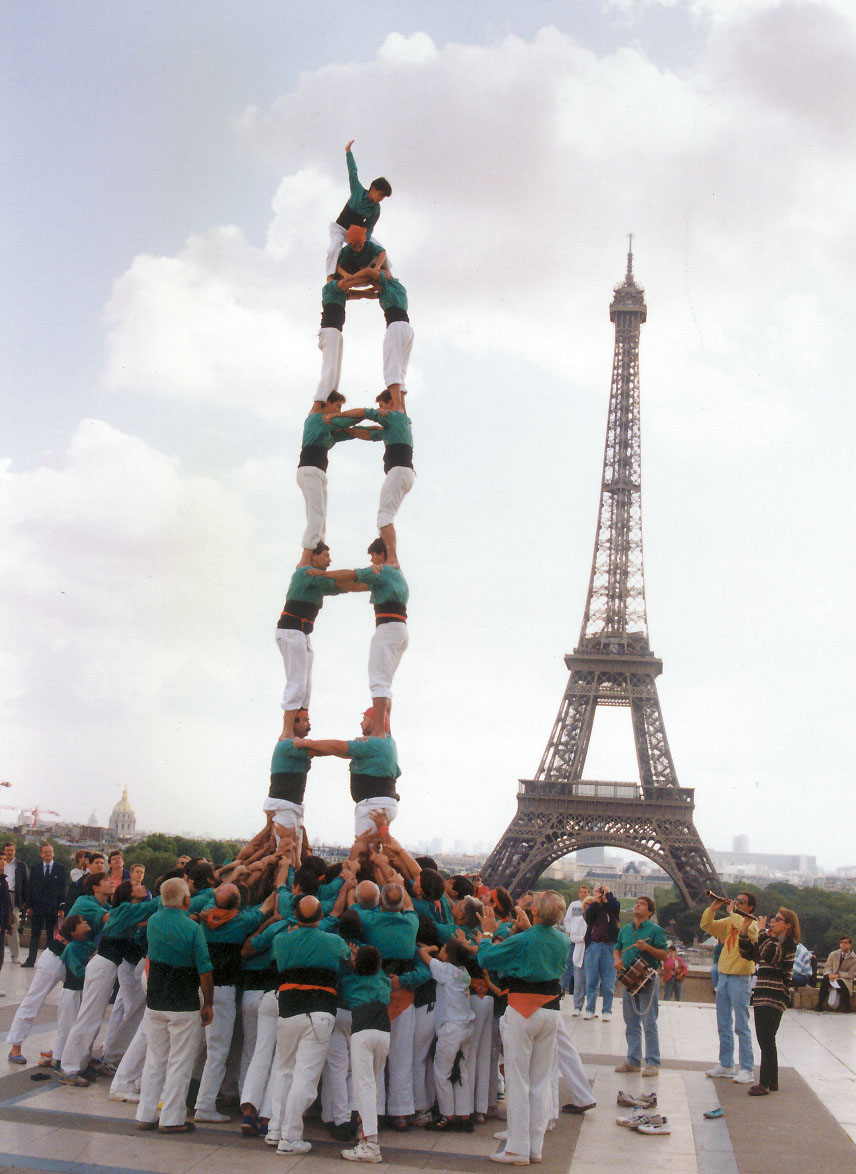
Torre de set în Paris, Castellers de Vilafranca, 1993
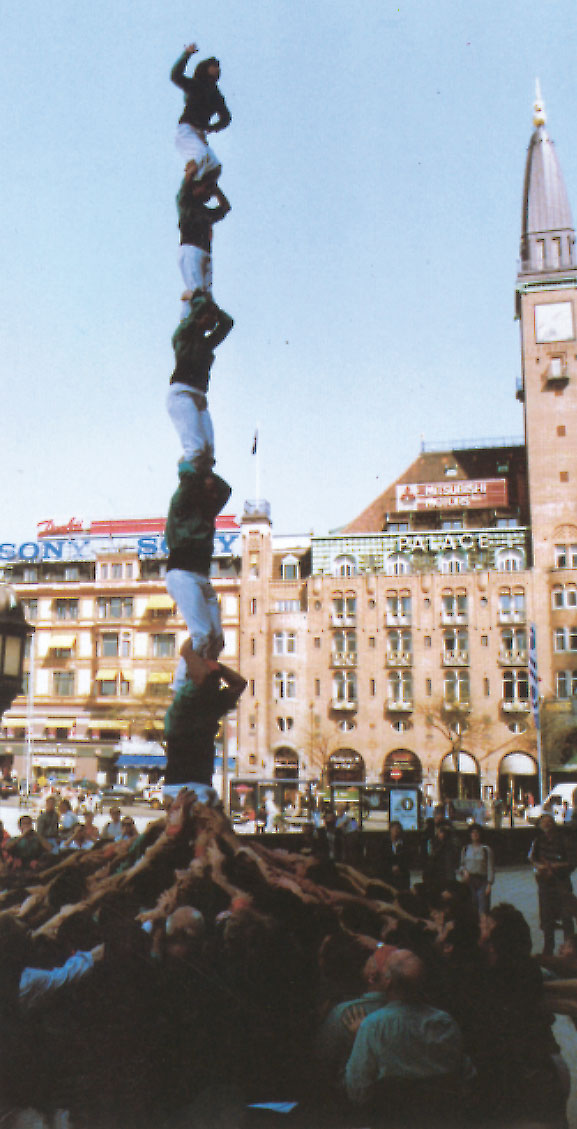
Pilar de sis în Copenhaga, Castellers de Vilafranca, 1996